# Flabelligella papillata
Flabelligella papillata är en ringmaskart. Flabelligella papillata ingår i släktet Flabelligella och familjen Acrocirridae. Inga underarter finns listade i Catalogue of Life.